# Junichi Inoue
Junichi Inoue, född den 26 december 1971 i Arakawa, Japan, är en japansk skridskoåkare.
Han tog OS-brons på herrarnas 500 meter i samband med de olympiska skridskotävlingarna 1992 i Albertville.